# Herman Smith-Johannsen
Herman „Jackrabbit” Smith-Johannsen (ur. 15 czerwca 1875 w Horten, zm. 5 stycznia 1987 w Tønsbergu) – narciarz norweski mieszkający większą część życia w Kanadzie, pionier narciarstwa w krajach Europy i Ameryki Północnej. Zyskał popularność pod przydomkiem Jackrabbit, otrzymanym prawdopodobnie w czasie kontaktów z Indianami. Dodatkową sławę przyniosła mu długowieczność – dożył 111 lat i 204 dni, będąc w chwili śmierci najstarszym żyjącym mężczyzną na świecie.

## Życiorys
Pod koniec XIX wieku był jednym z wyróżniających się narciarzy w Norwegii, o wszechstronnych umiejętnościach, obejmujących zarówno skoki narciarskie, jak i elementy narciarstwa alpejskiego; przede wszystkim specjalizował się w biegach narciarskich na długich dystansach. Miał okazję trenować biegi z polarnikami norweskimi, Nansenem (który przebiegł na nartach Grenlandię) i Amundsenem. W 1894 ukończył Królewską Akademię Wojskową w Norwegii w stopniu oficerskim i wyjechał na studia inżynierskie do Berlina. W ciągu pięciu lat studiów na Uniwersytecie Berlińskim promował jazdę na nartach w Niemczech, Austrii, Szwajcarii; m.in. jako pierwszy zdobył na nartach Brocken – najwyższy szczyt w niemieckich górach Harz (1895).
Po zakończeniu studiów stopniem inżyniera mechanika w 1899 wyjechał do pracy w USA. Pracował w przedsiębiorstwie produkującym dźwigi w Cleveland (Ohio) i był pierwszym narciarzem w stanie Ohio. Wykorzystywał swoje umiejętności narciarskie w kontaktach handlowych z Kanadą, zaprezentował wówczas także narty plemionom indiańskim. W 1907 wyjechał na kilka lat na Kubę i w Hawanie kierował firmą produkującą sprzęt do uprawy trzciny cukrowej.
W 1907 poślubił Alice Robinson, córkę sędziego z Cleveland. Mieli trójkę dzieci, córki Alice i Peggy oraz syna Boba.
W 1915 osiedlił się w Kanadzie. Prowadził prywatny interes w okolicach Montrealu (po I wojnie światowej w samym Montrealu), ale często podróżował do amerykańskiego Lake Placid, gdzie mieszkała żona z dziećmi. Brał udział w narciarskich zawodach biegowych w USA, zajmując wysokie lokaty. Był jednym z twórców klubu narciarskiego Sno Birds Ski Club w Lake Placid, promującego narciarstwo w stanie Nowy Jork. W tym okresie władze klubu wielokrotnie prosiły go o oprowadzanie prominentnych gości, zainteresowanych narciarstwem. W 1929 sprowadził rodzinę do Kanady i kontynuował działalność popularyzującą narty głównie w nowej ojczyźnie. Został honorowym członkiem klubu Red Birds przy McGill University, organizował zawody sportowe, był sędzią, trenerem, doradcą, promotorem. Jedną z najsłynniejszych imprez narciarskich, zapoczątkowanych przez Smitha-Johannsena, był Maple Leaf Trail. Dzięki jego pracy powstało wiele narciarskich tras biegowych w Kanadzie. W 1931 został prezesem najstarszego kanadyjskiego klubu narciarskiego Montreal Ski Club.
W 1932 pełnił funkcję asystenta trenera kadry biegaczy narciarskich Kanady na igrzyska olimpijskie w Lake Placid. Brał nadal udział w zawodach weteranów. Po wybuchu II wojny światowej zaoferował armii swoją pomoc w ćwiczeniu rekrutów w biegach narciarskich; ponieważ miał już wówczas 65 lat, jego propozycji nie przyjęto. Startował w regularnych zawodach do 75. roku życia. W kolejnych latach nie porzucił nart, jeździł rekreacyjnie jeszcze po ukończeniu 100 lat, stając się przykładem długowieczności sportowej. W grudniu 1972 został uhonorowany Orderem Kanady (C.M.). Jeszcze za życia stał się patronem kanadyjskiego programu rozwoju narciarstwa wśród młodzieży (Jackrabbit Ski League) oraz maratonu narciarskiego (Canadian Ski Maraton). W 1960 był honorowym gościem zawodów narciarskich w Oslo-Holmenkollen.
W wieku 107 lat (1982) został przyjęty do Hall of Fame Sportu Kanadyjskiego. Zmarł w wieku 111 lat w czasie wizyty w Norwegii, prawdopodobnie pod koniec życia będąc najstarszym żyjącym mężczyzną na świecie. Tytuł najstarszego mężczyzny przeszedł po jego śmierci na amerykańskiego artystę malarza Alphaeusa Cole’a (ur. 12 lipca 1876).